# Sasunaga maja
Sasunaga maja là một loài bướm đêm trong họ Noctuidae.